# 5746 (ano hebraico)
5746 (hebraico: ה'תשמ"ו) foi um ano hebraico correspondente ao período após o pôr do sol de 15 de setembro de 1985 até ao pôr do sol de 3 de outubro de 1986 do calendário gregoriano.
| Mês judaico | Calendário gregoriano                                                                   |
| ----------- | --------------------------------------------------------------------------------------- |
| Tishrei     | após o pôr do sol de 15 de setembro de 1985 até ao pôr do sol de 15 de outubro de 1985  |
| Cheshvan    | após o pôr do sol de 15 de outubro de 1985 até ao pôr do sol de 13 de novembro de 1985  |
| Kislev      | após o pôr do sol de 13 de novembro de 1985 até ao pôr do sol de 12 de dezembro de 1985 |
| Tevet       | após o pôr do sol de 12 de dezembro de 1985 até ao pôr do sol de 10 de janeiro de 1986  |
| Shevat      | após o pôr do sol de 10 de janeiro de 1986 até ao pôr do sol de 9 de fevereiro de 1986  |
| Adar I      | após o pôr do sol de 9 de fevereiro de 1986 até ao pôr do sol de 11 de março de 1986    |
| Adar II     | após o pôr do sol de 11 de março de 1986 até ao pôr do sol de 9 de abril de 1986        |
| Nissan      | após o pôr do sol de 9 de abril de 1986 até ao pôr do sol de 9 de maio de 1986          |
| Iyyar       | após o pôr do sol de 9 de maio de 1986 até ao pôr do sol de 7 de junho de 1986          |
| Sivan       | após o pôr do sol de 7 de junho de 1986 até ao pôr do sol de 7 de julho de 1986         |
| Tammuz      | após o pôr do sol de 7 de julho de 1986 até ao pôr do sol de 5 de agosto de 1986        |
| Av          | após o pôr do sol de 5 de agosto de 1986 até ao pôr do sol de 4 de setembro de 1986     |
| Elul        | após o pôr do sol de 4 de setembro de 1986 até ao pôr do sol de 3 de outubro de 1986    |

## Dados sobre 5746
- Ano embolístico incompleto (chaserah): 383 dias
- Cheshvan e Kislev com 29 dias
- Ciclo solar: 6º ano do 206º ciclo
- Ciclo lunar: 8º ano do 303º ciclo
- Ciclo Shmita: 6º ano
- Ma'aser Ani (dízimo para os pobres)

## Fatos históricos
- 1916º ano da destruição do Segundo Templo
- 38º ano do estabelecimento do Estado de Israel
- 19º ano da libertação de Jerusalém